# Josimar Ayarza
Josimar Abdiel Ayarza Tous (Panamá, 3 de mayo de 1987) es un jugador de baloncesto profesional panameño que juega en los toros del valle  de la Liga WPlay Profesional de Baloncesto de Colombia.

## Trayectoria

### Inicios
Como estudiante de primer año de Cuesta College, en marzo de 2008, Ayarza fue seleccionado para los premios del primer equipo de la All- Western State Conference después de promediar 18,7 puntos y 8,2 rebotes. Luego, en su segundo año, recibió la selección estatal del primer equipo de la CCCAA después de promediar 16,6 puntos, 6,7 rebotes y 2,7 bloqueos. Ayarza luego firmó una carta de intención para jugar en el sur de Mississippi. Anotó 410 puntos totales para los Golden Eagles combinados de 2009 a 2011.

### Carrera Profesional
En el 2011 debutó en Club Sportivo 9 de Julio de la Liga Nacional de Básquet de Argentina estuvo con el club hasta el 2013. En el 2013 pasó por los Marinos de Anzoátegui, el 2013 hasta el 2014 estuvo con el club Associação Bauru Basketball Team, en el 2014 pasó por Fuerza Regia de Monterrey, a finales del 2014 hasta el 2015 estuvo con el club Estudiantes Concordia, en el 2015 paso por el Caballeros de Culiacán, en el 2016 pasó al Club Atlético Lanús, a mediados del 2016 hasta el 2017 estuvo con el Atlético Echagüe Club, entre el 2017 hasta el 2018 estuvo con los Correcaminos de Colon, en el 2018 estuvo con el Deportivo Viedma, entre el 2018 hasta el 2019 estuvo con el Club Deportivo Colegio Los Leones de Quilpué, en el 2020 estuvo con los Caballos de Coclé en donde salió campeón, también en el 2020 paso en los Correcaminos de la UAT, en el 2021 jugó para los Titanes de Barranquilla, en el 2021 paso al Club Deportivo Universidad de Concepción, en el 2021 jugó en el Real Estelí, en el 2022 jugó para los Caribbean Storm Islands, a inicios del 2023 jugó para los Apaches de Chihuahua, también en el 2023 paso a jugar para los Titanes de Barranquilla, a mediado del 2023 paso a los Caribbean Storm Islands, a finales del 2023 fue anunciado su regreso al Real Estelí. El 30 de noviembre de 2023 firma con el Club Trouville de la Liga Uruguaya de Basquetbol.

## Selección nacional
Representó a la selección nacional de baloncesto de Panamá en el Campeonato FIBA COCABA 2015 en San José, Costa Rica, donde ayudó a conseguir la medalla de oro.

## Clubes
| Club                      | País      | Año             |
| ------------------------- | --------- | --------------- |
| CS 9 de Julio             | Argentina | 2011- 2013      |
| Marinos de Anzoátegui     | Venezuela | 2013            |
| Bauru Básquet             | Brasil    | 2013 - 2014     |
| Fuerza Regia              | México    | 2014            |
| Estudiantes Concordia     | Argentina | 2014 - 2015     |
| Caballeros de Culiacán    | México    | 2015            |
| CA Lanús                  | Argentina | 2016            |
| Atlético Echagüe          | Argentina | 2016 - 2017     |
| Correcaminos de Colon     | Panamá    | 2017 - 2018     |
| Deportivo Viedma          | Argentina | 2018            |
| Los Leones de Quilpué     | Chile     | 2018 - 2019     |
| Caballos de Coclé         | Panamá    | 2020            |
| Correcaminos de la UAT    | México    | 2020 - 2021     |
| Titanes de Barranquilla   | Colombia  | 2021            |
| Universidad de Concepción | Chile     | 2021            |
| Real Estelí               | Nicaragua | 2021            |
| Caribbean Storm Islands   | Colombia  | 2022            |
| Apaches de Chihuahua      | México    | 2023            |
| Titanes de Barranquilla   | Colombia  | 2023            |
| Caribbean Storm Islands   | Colombia  | 2023            |
| Real Estelí               | Nicaragua | 2023            |
| Trouville                 | Uruguay   | 2023 - 2024     |
| Búcaros                   | Colombia  | 2024 - Presente |